# يالله دنسا سوا
يالله دنسا سوا (بالسويديةJalla Dansa Sawa) أغنية سويدية متعددة اللغات باللغات السويدية والإنكليزية والفرنسية والعربية من أداء المغني السويدي الإيراني الأصل بهرنغ ميري (بالأحرف اللاتينيةBehrang Miri) بمشاركة المغني السويدي الإيطالي الأصل أوسكار زيا والمغنية السويدية الأميركية لولو لاموت. وجاءت الترجمة الرسمية بالإنكليزية Come On And Dance
الأغنية من تأليف بهرنغ ميري مع أنديرز ريتوف، فراس رزاق توما وتكفاريناس يمّون وكانت مشاركة في مهرجان المسابقات «ميلوديفيستيفالن» لعام 2013 لاختيار أغنية السويد في مسابقة يوروفيجن للأغاني لذات السنة.
بالرغم من ان الأغنية لم تصل إلى نهائيات المسابقة الا أنها نالت شعبية كبرى ووصلت إلى المرتبة الرابعة في Sverigetopplistan قائمة أكثر الأغاني السويدية المباعة.